# Bitwa pod Radzyminem (1920)

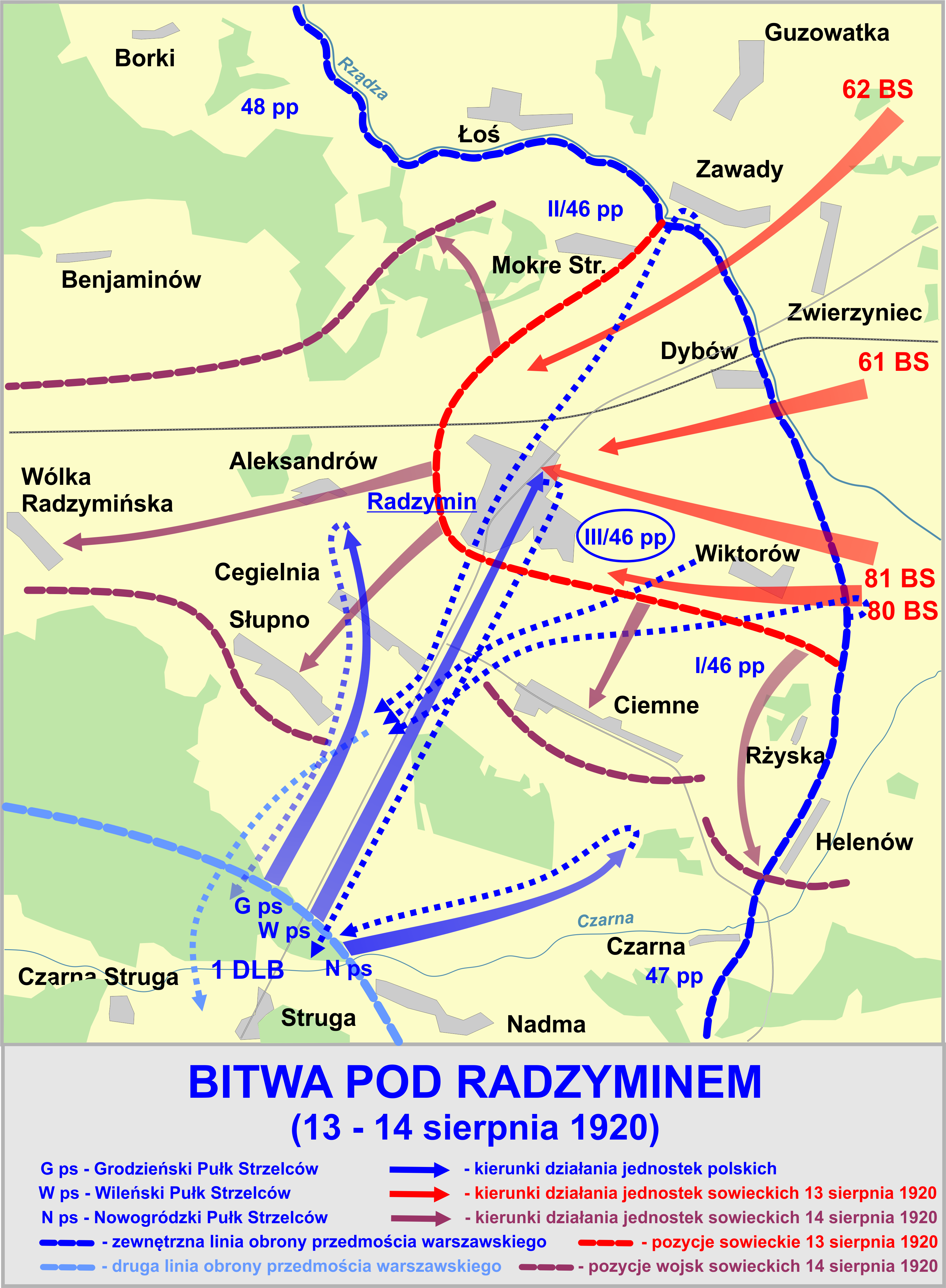

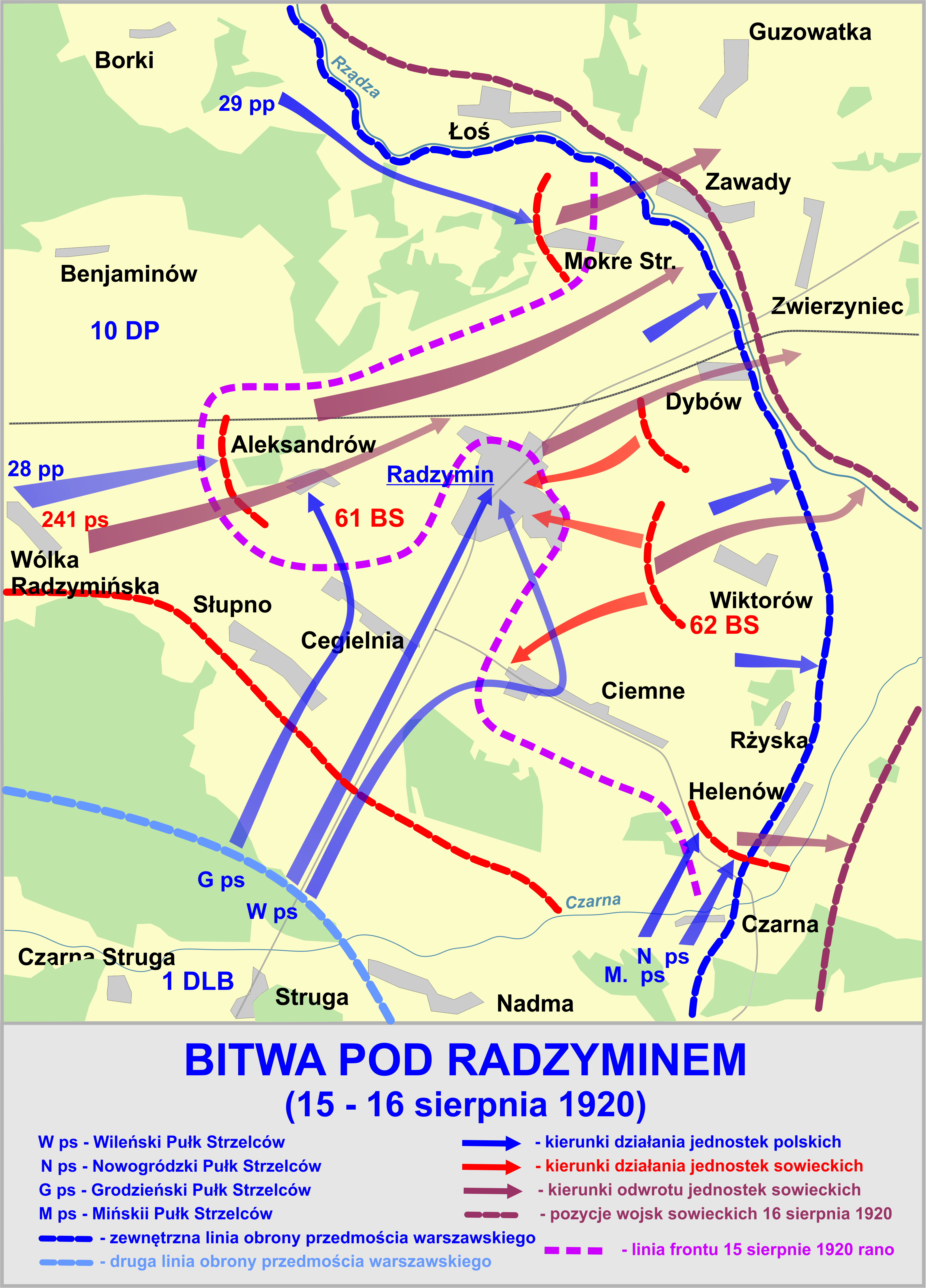

Bitwa pod Radzyminem – bitwa stoczona podczas wojny polsko-bolszewickiej, wokół miasta Radzymin położonego ok. 25 km na północny wschód od Warszawy, pomiędzy 13 a 16 sierpnia 1920 roku. Była jedną z najbardziej krwawych i ciężkich bitew całej wojny pomiędzy Polską a bolszewicką Rosją.
Pierwszą fazę bitwy stanowiło uderzenie Armii Czerwonej w kierunku Warszawy, którego celem było opanowanie przyczółka praskiego oraz przygotowanie do zajęcia stolicy Polski. 14 sierpnia wojska bolszewickie opanowały Radzymin i przełamały linie obronne 1. Armii Wojska Polskiego, której zadaniem była obrona Warszawy z kierunku wschodniego. W ciągu dnia Radzymin w toku ciężkich walk kilkukrotnie przechodził z rąk do rąk, ostatecznie jednak pozostał opanowany przez wojska rosyjskie. Na wieść o klęsce wojsk polskich pod Radzyminem zagraniczni dyplomaci, z wyjątkiem posłów Wielkiej Brytanii i Watykanu, w pośpiechu opuścili Warszawę.
Plany obu stron były proste: celem bolszewików było przełamanie kolejnych linii polskiej obrony i przebicie się do Warszawy. Z kolei polscy dowódcy liczyli na to, że uda się przedłużyć opór wokół Radzymina do czasu ruszenia planowanej kontrofensywy, dowodzonej na południu przez marszałka Józefa Piłsudskiego, a na północy przez gen. Władysława Sikorskiego, której celem było okrążenie wojsk szturmujących Warszawę.
Po trzech dniach intensywnych walk, niewielka liczebnie 1. Armia dowodzona przez gen. Franciszka Latinika odparła bezpośredni atak sześciu bolszewickich dywizji strzeleckich na Radzymin i Ossów. Walki o miasto zmusiły jednak gen. Józefa Hallera, dowódcę polskiego Frontu Północnego, do przyspieszenia kontrataku 5. Armii gen. Sikorskiego. Ostatecznie Radzymin został odbity przez polski kontratak 15 sierpnia. Zwycięstwo to okazało się jednym z punktów zwrotnych bitwy warszawskiej. Powiodła się również strategiczna kontrofensywa znad Wieprza oraz z okolic Twierdzy Modlin, dzięki czemu do jesieni 1920 udało się wypchnąć wojska rosyjskie z Polski, sparaliżować cztery rosyjskie armie i zabezpieczyć przyszłość całego państwa polskiego.

## Tło historyczne
W wyniku niepowodzenia polskiej operacji kijowskiej i kontrofensywy wojsk rosyjskich na całej długości frontu wojska polskie zostały zmuszone do odwrotu ze środkowej Białorusi i Ukrainy. Choć bolszewickim wojskom nie udało się otoczyć i zniszczyć trzonu polskich sił zaangażowanych w operację, wymagały one pilnego przegrupowania i uzupełnienia strat. Po klęsce planów zatrzymania rosyjskiej ofensywy na Bugu, polskie dowództwo liczyło na zatrzymanie jej na linii Wisły, na tzw. Przedmościu Warszawskim. Polski plan zakładał, że na tyły wojsk rosyjskich szturmujących Warszawę uderzą wojska marszałka Józefa Piłsudskiego, zgromadzone wzdłuż rzeki Wieprz, oraz 5. Armia generała Władysława Sikorskiego. Ta miała opuścić twierdzę Modlin i odciąć odwrót wojskom bolszewickim kierującym się na Pomorze wzdłuż północnego brzegu Bugonarwi i Wisły. By jednak plan ten miał szanse powodzenia, Warszawa musiała wytrwać.

### Preludium
Obronę Warszawy organizowały 1. Armia Polska pod dowództwem generała Franciszka Latinika oraz część Frontu Północnego gen. Józefa Hallera. Nominalnie armia miała do dyspozycji cztery dywizje piechoty (8., 11. i 15. oraz 1. Dywizję Litewsko-Białoruską w odwodach), jednak ich stany osobowe były dalece niepełne. Ponadto ten związek operacyjny miał do dyspozycji wycieńczone walkami odwrotowymi oddziały 10. Dywizji Piechoty, dwie grupy lotnicze (w sumie cztery eskadry), 293 działa różnych typów i trzy pociągi pancerne.
Obronę Warszawy stanowiły cztery linie obronne, z których zewnętrzna biegła ok. 24 kilometrów na wschód od miasta: od fortu Zegrze, wzdłuż rzeki Rządza do Dybowa, na południe przez Helenów, Nową Czarną i bagna Białe Błota na wschód od Wołomina, a stamtąd przez Leśniakowiznę i porośnięty gęstymi lasami poligon artyleryjski, wzdłuż linii Okuniew–Wiązowna do Wisły.

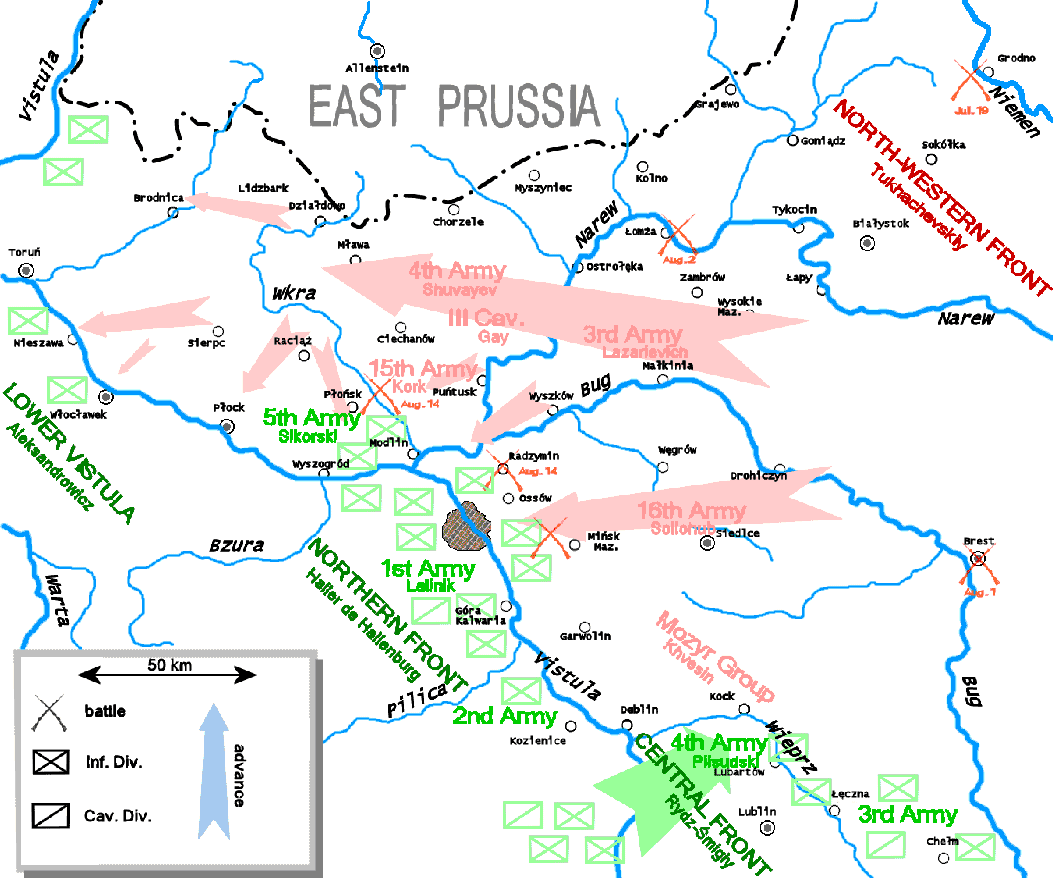
Pierwszy etap rosyjskiego natarcia na Warszawę

Druga linia biegła bliżej miasta, wzdłuż częściowo zachowanych okopów, wykopanych w 1915 podczas wielkiej wojny przez wojska rosyjskie i niemieckie, przedzielonych pasem dawnej ziemi niczyjej. Linia ta biegła od brzegów Bugonarwi w pobliżu Fortu Beniaminów, poprzez Strugi, Zielonkę, Rembertów i Zakręt do Falenicy. Dwoma najważniejszymi sworzniami tej linii obronnej były miasta Wołomin i Radzymin. Trzecią linię obrony stanowiło bezpośrednie przedpole Pragi, lewobrzeżnej dzielnicy Warszawy, natomiast czwartą i ostatnią linię stanowiły przyczółki warszawskich mostów przez Wisłę.
Już 8 sierpnia 11. Dywizję Piechoty wysłano do Radzymina z zadaniem przygotowania obrony przed spodziewanym nadejściem wojsk rosyjskich. Choć rdzeń dywizji stanowili weterani 2. Dywizji Strzelców, przybyłej z Francji z Błękitną Armią, jednostkę wkrótce przed bitwą uzupełniono słabo wyszkolonymi żołnierzami z poboru. Polska jednostka zajęła pozycje przed miastem, wykorzystując część umocnień rosyjskich i niemieckich z czasów I wojny światowej. Główna linia obrony biegła ok. 2 km od Radzymina, od nieukończonego Fortu Beniaminów z 1909 na brzegu Bugonarwi, przez Mokre do Dybowa. Kolejnego dnia rosyjska 6. Dywizja Strzelców zdobyła Wyszków, ok. 30 kilometrów na północny wschód od Radzymina. 12 sierpnia siły polskiej 1. Dywizji Litewsko–Białoruskiej opuściły pierwszą linię obrony i wycofały się przez Radzymin do Warszawy. Tym samym miasto znalazło się na pierwszej linii frontu. O zmroku pierwsze patrole rosyjskie pojawiły się na przedpolu wsi Ruda i Zawady, obsadzonych przez polski 48. pułk piechoty. Z marszu rosyjska artyleria po raz pierwszy ostrzelała też sam Radzymin.

### Pole bitwy
Warszawa, położona po obu stronach Wisły, chroniona jest od północy przez Wisłę, Bug i Narew, trzy rzeki stanowiące poważną przeszkodę dla przerzutu wojsk. Jako że Armii Czerwonej brakowało wyspecjalizowanego sprzętu inżynieryjnego do forsowania rzek, jej dowódcy nie mogli obejść miasta i zaatakować go od zachodu, jak to miało miejsce podczas wielu wcześniejszych szturmów miasta. Liczyli natomiast na powodzenie swojego uderzenia w kierunku Płocka, Włocławka i Torunia, gdzie podległe im wojska mogłyby sforsować Wisłę za pomocą stałych mostów i stamtąd ruszyć na stolicę Polski. Warszawy bronił wprawdzie pierścień XIX i XX-wiecznych umocnień rosyjskich tworzących Twierdzę Warszawa, jednak forty znajdowały się głównie na zachodnim brzegu Wisły. Dodatkowo, jeszcze w 1909 wojska rosyjskie rozpoczęły ich rozbiórkę jako niedostosowanych do wymogów współczesnego pola bitwy, a dzieła zniszczenia dopełnił rosyjski odwrót z Warszawy w 1915 roku.
Najprostszym dla atakujących wojsk podejściem do ofensywy na Warszawę był atak frontalny ze wschodu. Teren wokół miasta jest w zasadzie płaski, dodatkowo logistykę ułatwiało istnienie kilku dróg bitych biegnących promieniście z Warszawy w kierunku Twierdzy Modlin, Legionowa, Radzymina i Mińska Mazowieckiego na wschód od stolicy. Sytuację atakujących ułatwiał również fakt, że jedyne stałe umocnienia w okolicy Radzymina stanowiły nieukończony Fort Beniaminów i linia okopów z I wojny, opuszczonych i niszczejących od czasu przejścia frontu w 1915 roku.

### Siły walczących stron

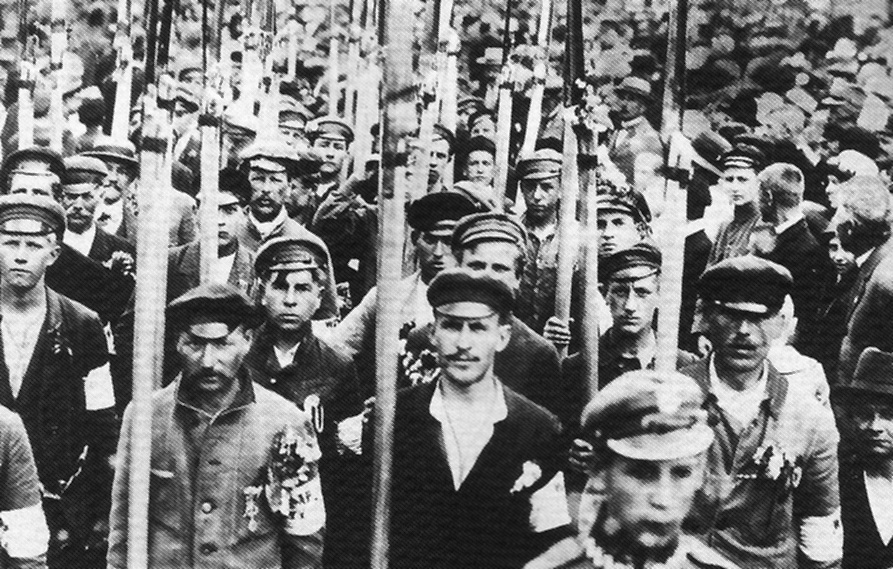
Choć w szeregi Armii Ochotniczej wstąpiło latem 1920 roku 105 714 mężczyzn, broni brakowało nawet dla regularnych jednostek Wojska Polskiego. Z tego względu wielu ochotników uzbrojono jedynie w kosy bojowe

Pierwszą i drugą linię polskiej obrony obsadzały wojska regularne. W ich skład wchodziły trzy dywizje piechoty: 11. (obsadzająca front od brzegów Bugu po Leśniakowiznę), 8. (od Leśniakowizny do Okuniewa) i 15. (od Okuniewa do Wisły). 1. Armia dysponowała również niedawno wycofaną z frontu 1. Dywizją Litewsko-Białoruską, którą trzymano w rezerwie w rejonie Marki–Kobyłka. Rezerwy Frontu Północnego stanowiły 10. Dywizja Piechoty oraz kilka mniejszych jednostek. Trzecią linię obrony obsadzały zmobilizowane jednostki Policji Państwowej i ochotników, o nikłej wartości bojowej. Spośród jednostek w pierwszej linii tylko dowodzona przez płk. Bolesława Jaźwińskiego 11. Dywizja brała wcześniej udział w walkach. Jej 48. pułk Strzelców Kresowych (płk Kazimierz Łukoski) obsadził linię obrony od Bugonarwi do Mokrego, 46. pułk Strzelców Kresowych płk. Bronisława Krzywobłockiego zajął pozycje na linii Mokre-Czarna, z kolei 47. pułk Strzelców Kresowych ppłk. Szczepana zajął pozycje na linii Czarna–Leśniakowizna. Na południe od 11. Dywizji, w rejonie Wołomina, zajęła pozycje 8. Dywizja Piechoty, dysponująca 36., 21. i 33. pułkiem piechoty (w linii) oraz 13. pułkiem piechoty (w odwodach); wojska te wzięły później udział w bitwie pod Ossowem. Ponadto w późniejszej fazie bitwy (15–16 sierpnia 1920) z oddziałów broniącej przedmościa warszawskiego 15 DP gen. W. Junga, wydzielono II Grupę Uderzeniową płk Stanisława Wrzalińskiego. Grupa ta w nocy z 16 na 17 sierpnia 1920 przystąpiła do kontrofensywy, zajmując Mińsk Mazowiecki, odciążyła kierunek radzymiński, zmuszając sowietów do odwrotu.
Trudno jest ocenić wartość bojową polskich oddziałów, bowiem w ich szeregach znaleźli się zarówno nieostrzelani żołnierze tzw. Armii Ochotniczej, jak i weterani I wojny światowej, zaprawieni w bojach żołnierze walczący już wcześniej na frontach wojny polsko-bolszewickiej oraz cywile, którzy przed wcieleniem do jednostek nie zdążyli przejść praktycznie żadnego przeszkolenia wojskowego. Przykładowo 46. pułk przed bitwą otrzymał uzupełnienia w postaci 700 żołnierzy: większość z nich stanowili dezerterzy i rozbitkowie z innych formacji, ochotniczy batalion wartowniczy i kompania marszowa saperów. Dramatycznie prezentował się również stan osobowy jednostek. Przykładowo 11. Dywizja Piechoty, licząca nominalnie 9 tysięcy żołnierzy, w praktyce w pierwszej linii mogła wystawić jedynie ok. 1500 bagnetów. W przededniu walk sytuacja Wojska Polskiego była tak dramatyczna, że część uzupełnień, jak odnotował jeden z oficerów, „nigdy w życiu na oczy nie widziała karabinu”. Ponadto dużą część wojsk broniących Radzymina stanowiły jednostki wyczerpane przeszło 600-kilometrowym odwrotem z Białorusi. Na korzyść sił polskich przemawiały przewaga wywiadowcza oraz niemal całkowite panowanie w powietrzu.

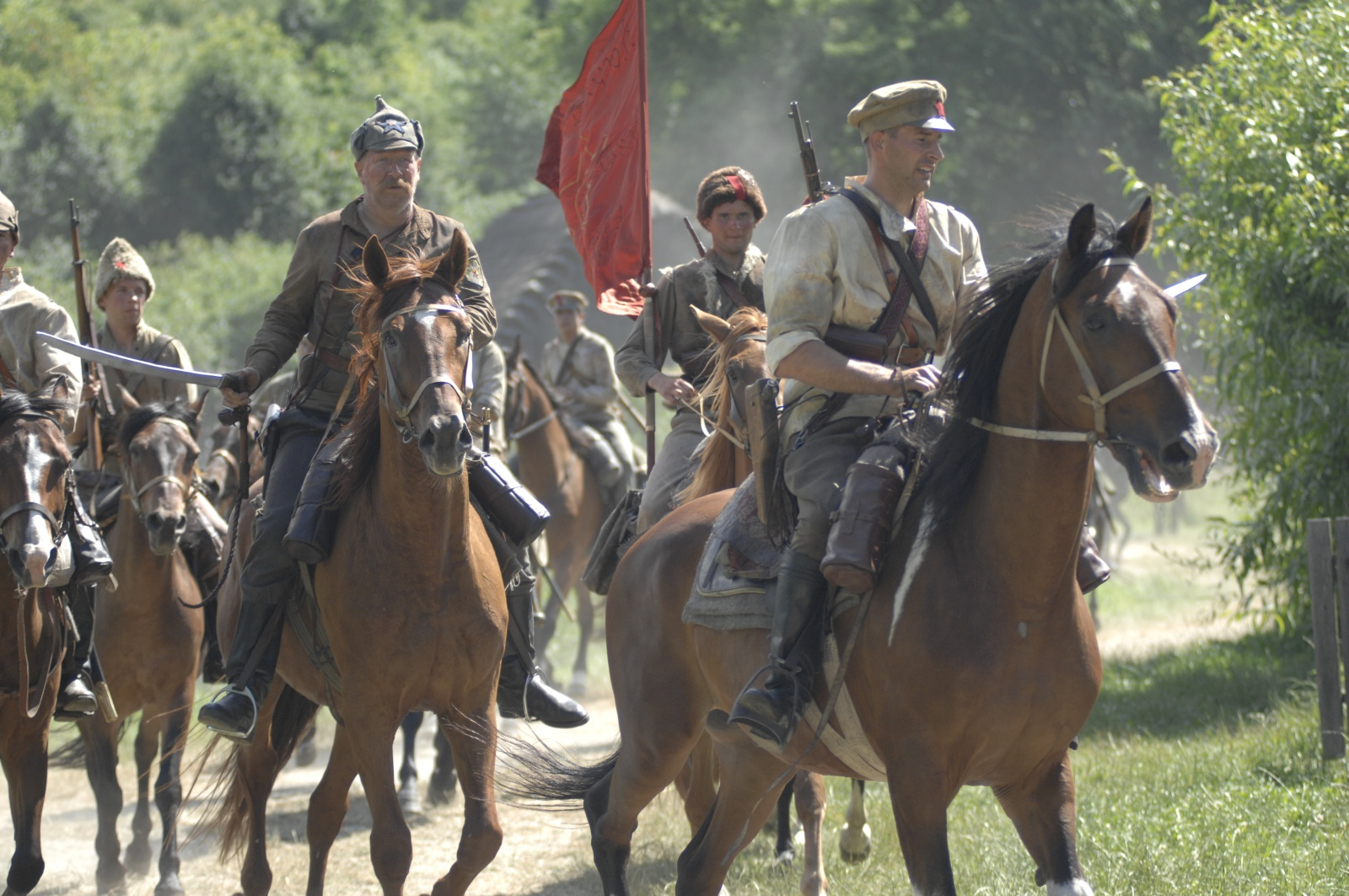
Aktorzy w strojach jazdy bolszewickiej na planie filmu 1920 Bitwa warszawska z 2011 roku. Film przedstawiał m.in. walki pod Radzyminem, choć kręcono je w Piotrkowie

Dwie rosyjskie dywizje szturmujące Radzymin składały się z zaprawionych w boju wojsk syberyjskich, dowodzonych przez doświadczonych dowódców frontowych. Choć, podobnie jak broniące Radzymina oddziały polskie, one także były wyczerpane długim marszem ze środkowej Białorusi, przed bitwą obie jednostki otrzymały uzupełnienia w postaci doświadczonych żołnierzy z innych formacji, a nie nieostrzelanych rekrutów. W ich wyniku obie dywizje, pod względem liczby bagnetów, przewyższały inne dywizje rosyjskie walczące na polskim froncie. W późniejszej monografii na temat bitwy warszawskiej, marszałek Polski Józef Piłsudski odnotował, że dowódcy 27. Dywizji Strzeleckiej udało się to, czego żaden polski dowódca nigdy nie osiągnął, mimo prób: zasilenie pierwszej linii wojskami tyłowymi i maruderami. Podczas wojny faktycznie był to olbrzymi problem dla obu stron konfliktu – liczba żołnierzy oddziałów tyłowych zawsze przekraczała liczbę bagnetów i szabel, czyli żołnierzy walczących w pierwszej linii. O sile wojsk rosyjskich może świadczyć meldunek polskiego wywiadu z 15 sierpnia donoszący, że Radzymin szturmują „trzy-cztery standardowe rosyjskie dywizje”. W powojennych wspomnieniach gen. Żeligowskiego pada stwierdzenie, że pod Radzyminem „na jedną naszą dywizję przypadały trzy rosyjskie, to jest 27 batalionów, co prawda niepełnych”, choć w rzeczywistości siły rosyjskie dysponowały jedynie dwiema dywizjami.

## Bitwa

### 13 sierpnia

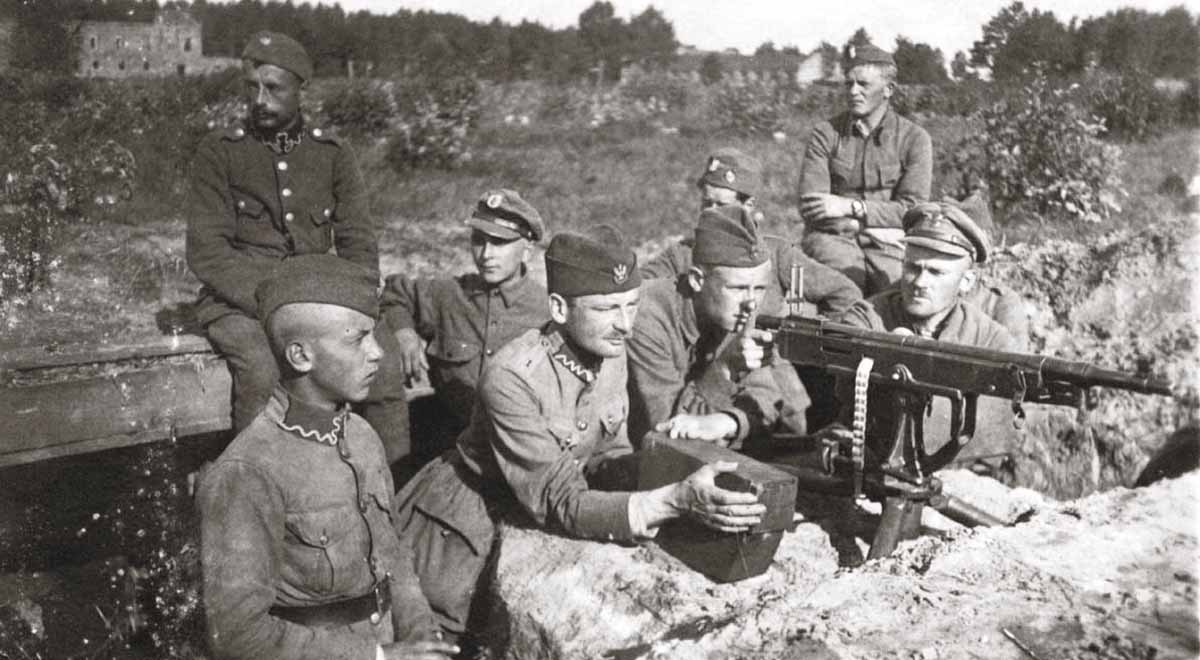
Polskie gniazdo karabinu maszynowego w okolicach Miłosny, sierpień 1920. Podczas bitwy warszawskiej obie strony dysponowały podobną liczbą karabinów. Strona rosyjska miała przewagę w liczbie dział i karabinów maszynowych, z kolei Wojsko Polskie z powodzeniem użyło czołgów FT-17

Zarówno polscy, jak i rosyjscy planiści spodziewali się natarcia na Warszawę – i Radzymin w szczególności – ze wschodu. Tymczasem pierwsze strzały padły nie na wschód, a na północny wschód od stolicy. Atak na Warszawę od wschodu powierzono 16 Armii. W tym czasie sowiecka 4. Armia komandarma Aleksandra Szuwajewa zdobyła Wyszków i, wraz z Korpusem Kawalerii Gaj-Chana, rozpoczęła szybki marsz na zachód, w kierunku Torunia. Jej celem było sforsowanie dolnej Wisły i szturm Warszawy z północnego zachodu. Mimo tego, na rozkaz komisarza wojny Lwa Trockiego, jej 21. Dywizja Strzelecka odłączyła się od reszty armii, pozostała na południowym brzegu Bugu i obrała kurs na Warszawę. Wsparta oddziałami 27. Dywizji Strzeleckiej, 21. Dywizja 12 sierpnia weszła na przedpole Radzymina i rozpoczęła przygotowania do generalnego szturmu zaplanowanego na kolejny ranek.
Rosyjskie rozpoznanie bojem rozpoczęło się o godzinie 07:00. 21. Dywizji nie udało się jednak przebić polskiej obrony. Już po odparciu pierwszego natarcia, broniąca miasta polska 11. Dywizja Piechoty otrzymała wsparcie artyleryjskie. Dowódca artylerii dywizyjnej postanowił przesunąć swoje baterie bliżej linii frontu i wykorzystać wieżę kolegiaty Przemienienia Pańskiego jako punkt obserwacyjny. Nim relokacja artylerii na nowe pozycje zakończyła się, około 17:00 rozpoczął się nowy atak rosyjski przeprowadzony przez wszystkie cztery brygady 21. i 27 Dywizji Strzelców, wsparte dodatkowo 59 działami. Rosyjskie wojska osiągnęły trzykrotną przewagę w sile ognia. W tej sytuacji pozbawiona wsparcia własnej artylerii obrona niedoświadczonego i zbytnio rozciągniętego I batalionu 46 pułku piechoty, broniącego wsi Kraszew, załamała się, a batalion rozproszył się. Otworzyło to Rosjanom wolną drogę do Radzymina. Polska jednostka wycofała się w panice, a przerażeni nagłym atakiem żołnierze uciekali porzuciwszy broń i oporządzenie. Jeden z oficerów polskiej artylerii przyznał później, że Rosjanie kompletnie zaskoczyli polskich obrońców: „zamówiłem właśnie obiad, kiedy ordynans przybiegł krzycząc 'Panie Poruczniku, Czerwoni są w mieście'”.
Paniczny odwrót I batalionu miała powstrzymać żandarmeria, jednak jej żołnierze także ulegli panice i uciekli. W trakcie ataku rosyjskiego poważnie ucierpiało też zbombardowane przez artylerię miasto, wobec czego dowódca 46. pułku, płk Bronisław Krzywobłocki, podjął decyzję o odwrocie i zebraniu wycofanych sił na południowy zachód od Radzymina. Reszta wojsk dywizji, zagrożona oskrzydleniem, musiała również wycofać się na linię okopów z I wojny światowej. Odwrót przeprowadzono chaotycznie, w jego trakcie dowódca dywizji utracił łączność z całością artylerii. Do godziny 19:00 Radzymin znalazł się w rękach rosyjskich.

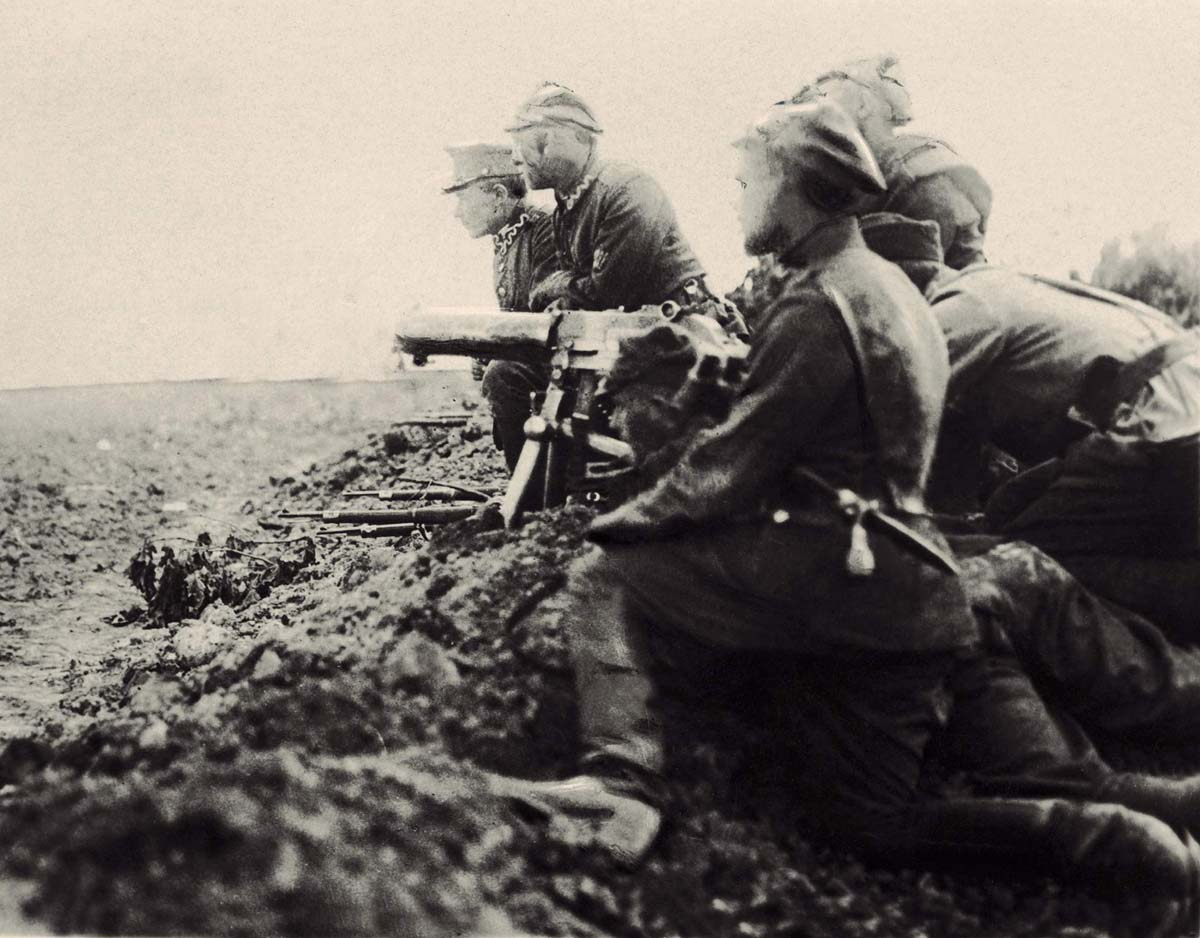
Polska piechota na pozycjach obronnych pod Radzyminem. Na pierwszym planie widoczna obsługa karabinu maszynowego Schwarzlose M.7/12

Choć polska dywizja poniosła klęskę, wojska rosyjskie nie ruszyły za nią w pościg. Pozwoliło to polskim oddziałom na uporządkowanie szyków, a nawet wyprowadzenie kontrataku. Już po zmroku jeden batalion karabinów maszynowych obszedł miasto i zaatakował pozycje rosyjskie na wschód od niego. Choć nie przyniosło to sukcesu stronie polskiej, niespodziewane zamieszanie na tyłach zmusiło rosyjskie dywizje do pozostania na miejscu przez noc, co dało Polakom bardzo potrzebny czas na przegrupowanie i przyjęcie uzupełnień. Te nadeszły w postaci jednego pułku piechoty ze składu 1. Dywizji Litewsko-Białoruskiej. Nastrój wśród dowódców był umiarkowanie optymistyczny, dowódca 11. Dywizji Piechoty planował następnego dnia odbić miasto z rąk rosyjskich, wobec czego pozostawił wojska na noc w polu pod miastem, zamiast wycofać je na trzecią linię obrony, gdzie znalazłyby schronienie w starych okopach rosyjskich i niemieckich.
Wiadomość o klęsce pod Radzyminem dotarła do Warszawy jeszcze tego samego wieczora, wywołując panikę tak wśród rządu, jak i zwykłych ludzi. Następnego dnia pole bitwy odwiedzili między innymi premier Wincenty Witos, nuncjusz papieski Achille Ratti (późniejszy papież Pius XI), Maciej Rataj i generał Józef Haller, głównodowodzący Frontu Północnego. Depesza Hallera, nadana o 1 w nocy następnego dnia, określała polską porażkę pod Radzyminem mianem „haniebnej” oraz nakazywała postawienie dowódcy 46. pułku i dowódcy artylerii dywizyjnej przed sądem wojennym. Ten pierwszy został też natychmiastowo usunięty ze stanowiska, zastąpił go mjr Józef Liwacz.
Powagę sytuacji, w jakiej znalazła się Warszawa w wyniku porażki pod Radzyminem, dobrze rozumiał Józef Piłsudski, głównodowodzący wojsk polskich. Jak sam przyznawał po wojnie, cały jego plan polskiej kontrofensywy opierał się na założeniu, że Warszawa wytrwa w oporze do czasu jej rozpoczęcia. Jako że przebicie się wojsk rosyjskich pod Radzyminem groziło zniweczeniem jego planów i zajęciem Warszawy przez Rosjan nim kontrofensywa ruszy, Piłsudski rozkazał gen. Tadeuszowi Rozwadowskiemu wzmocnienie Radzymina wszelkimi dostępnymi siłami, oraz przeprowadzenie „masowego ataku czołgów”. Mimo to, spośród 49 czołgów 1. pułku pancernego stacjonujących w Warszawie, zaledwie około sześciu wzięło udział w bitwie pod Radzyminem. Utrata Radzymina zmusiła także generała Władysława Sikorskiego, dowódcę 5. Armii walczącej na północ od Wisły i Bugonarwi, do rozpoczęcia kontrofensywy z terenu Twierdzy Modlin wcześniej, niż planowano. Rozwadowski i generał Maxime Weygand, członek Misji Międzysojuszniczej do Polski, zasugerowali Piłsudskiemu, by również przyspieszył swoją część uderzenia, ale ten ostatecznie odmówił i postanowił trzymać się pierwotnego planu.

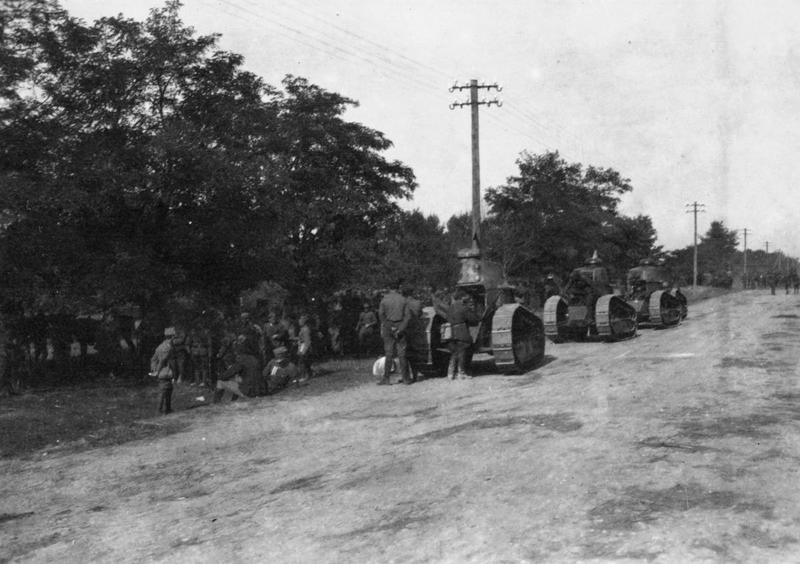
Choć Wojsko Polskie dysponowało pokaźną ilością czołgów Renault FT, zaledwie sześć z nich wzięło udział w walkach o Radzymin

Dla Rosjan zajęcie Radzymina było niezwykle ważnym osiągnięciem. Polski wywiad przechwycił i rozszyfrował euforyczny, choć dalece przedwczesny, meldunek Rady Rewolucyjnej 3. Armii, w którym ta informowała Moskwę, że „dzielne oddziały 3. Armii 13 sierpnia do godziny 23. zdobyły miasto Radzymin. W pogoni za wrogiem dotarły nie dalej, niż na 15 wiorst od Pragi (…). Lud roboczy Warszawy czuje, że nadchodzi jego wyzwolenie. Rewolucja w Warszawie dojrzała. Robotnicy domagają się, by miasto wydać Armii Czerwonej bez walki, grożą nieprzepuszczeniem żołnierzy na front. Biała Polska umiera”. Dowódca sowieckiej 3 Armii, Władimir Łazarewicz, informował Tuchaczewskiego, że „Polska płonie. Jeszcze jedno pchnięcie, i polska afera zakończy się”.
Aby zapobiec ewentualnemu przebiciu się wojsk rosyjskich przez polskie linie, gen. Franciszek Latinik rozkazał gen. Janowi Rządkowskiemu przypuszczenie szturmu Radzymina całością dostępnych sił kolejnego dnia. Aby wzmocnić atak, 11. Dywizja Piechoty pułkownika Bolesława Jaźwińskiego została wycofana z rezerw i wysłana na front celem wzięcia udziału w planowanym na 5:00 natarciu. Przez noc okazało się jednak, że zebrane siły są dalece niewystarczające do odbicia miasta z rąk dwóch dywizji rosyjskich. Rządkowskiemu obiecano znaczne posiłki, które jednak nie nadchodziły. Przykładowo siły zaprawionej w bojach Brygady Syberyjskiej były związane w tym czasie w walkach wokół Twierdzy Modlin i jej nadejście opóźniło się. Z kolei obiecane wsparcie kawaleryjskie dotarło na czas – ale bez taborów amunicyjnych, które zaginęły po drodze.

### 14 sierpnia
Polskie plany rannego kontrataku pokrzyżowały ostatecznie działania wojsk rosyjskich. Polacy spodziewali się silnego oporu ze strony dwóch dywizji, które zajęły miasto poprzedniego dnia. Tymczasem o świcie 21. Dywizja wznowiła marsz wzdłuż drogi białostockiej, w kierunku Marek i Warszawy, z kolei 27. Dywizja wyruszyła w kierunku na Jabłonną. 21. Dywizja odniosła początkowo spore sukcesy, gdy jej 5. i 6. Brygady Strzeleckie wypchnęły polskich obrońców z linii rzeki Czarnej, ok. trzech kilometrów na zachód od Radzymina. Jednocześnie nieoczekiwane uderzenie Rosjan wyprowadziło ich siły wprost przed polskie oddziały szykujące się do uderzenia na Radzymin. Ostatecznie o 10:15 81. i 85. pułki piechoty ze składu 1. Dywizji Litewsko-Białoruskiej uderzyły z zaskoczenia na lewą flankę atakujących Rosjan, po czym przeszły do pościgu wzdłuż drogi Warszawa–Białystok, i opanowały Radzymin z marszu. Atak poprowadził osobiście ppłk Kazimierz Rybicki, który poprzedniego dnia, podczas przepustki, obserwował chaotyczny odwrót spod Radzymina. Tym razem morale polskich wojsk było wyjątkowe, piechota szła do ataku w doskonałym porządku, z oficerami w pierwszej linii, śpiewając Mazurka Dąbrowskiego. Do południa miasto ponownie znalazło się w polskich rękach.

14 sierpnia 1920 rosyjskie wojska przebiły się przez polskie linie i dotarły do Ossowa i Izabelina, ok. 13 kilometrów od Warszawy. Był to najdalszy punkt ich ofensywy w kierunku stolicy Polski

Sukces nie potrwał jednak długo. Na wieść o wydarzeniach pod miastem, 27. Dywizja Strzelców zawróciła, a jej 81. Brygada Strzelców uderzyła z marszu na wyczerpane atakiem dwa polskie pułki, które wypchnięto w stronę wsi Słupno. Obawiając się dalszych ataków ze strony rosyjskich wojsk zajmujących Słupno i Wieliszew, 85. pułk kontynuował odwrót, ponosząc ciężkie straty. W walkach odwrotowych poległ m.in. dowódca I batalionu, kapitan Ryszard Downar-Zapolski. Rosyjska 91. Brygada Strzelców ruszyła w pościg w ślad za cofającą się polską jednostką i zdołała przebić drugą linię polskiej obrony w rejonie Wólki Radzymińskiej i Dąbkowizny. Broniąca jej polska 11. Dywizja Piechoty rozciągnięta była na przeszło 25-kilometrowym froncie i nie mogła wesprzeć cofających się wojsk. Tak szybki upadek Radzymina „pomimo liczebnej i technicznej przewagi po naszej stronie na odcinku na warszawskim przyczółku, zaniepokoił śmiertelnie stolicę. (…) Powagę położenia [5 Armii] spotęgowała niezwykle trwożliwa wiadomość o powtórnym upadku Radzymina, o rzekomo doszczętnym rozbiciu 19-tej dywizji piechoty i o odejściu pod Radzymin 10-tej dywizji, która, stojąc w Jabłonnie, osłaniała nasze tyły i prawą flankę armii. Patrole bolszewickie, które po powtórnym upadku Radzymina podeszły istotnie do linii Wołomin-Izabelin-Nieporęty, widziała przesadna a niezmiernie usłużna w takich wypadkach plotka tuż pod fortami Nowego Dworu i na przedmieściach Pragi”. Dowódca Frontu, Józef Haller wraz z dowódcą dywizji gen. Janem Rządkowskim osobiście przybyli na pole bitwy, by wyznaczyć improwizowaną linię obrony na zachód od Wólki Radzymińskiej, dzięki czemu po ciężkich walkach zagrożenie dla północnej flanki wojsk bijących się o Radzymin udało się zażegnać. Wsparcia udzieliły też baterie polskiej artylerii rażące nacierających żołnierzy rosyjskich ogniem na wprost. Bolszewickie natarcie zostało zatrzymane, tym razem udało się także uniknąć paniki i chaosu w szeregach obrońców, jednak sytuacja nadal nie była opanowana, a za ustabilizowaną chwilowo linią obrony nie czekały żadne posiłki ani uzupełnienia.

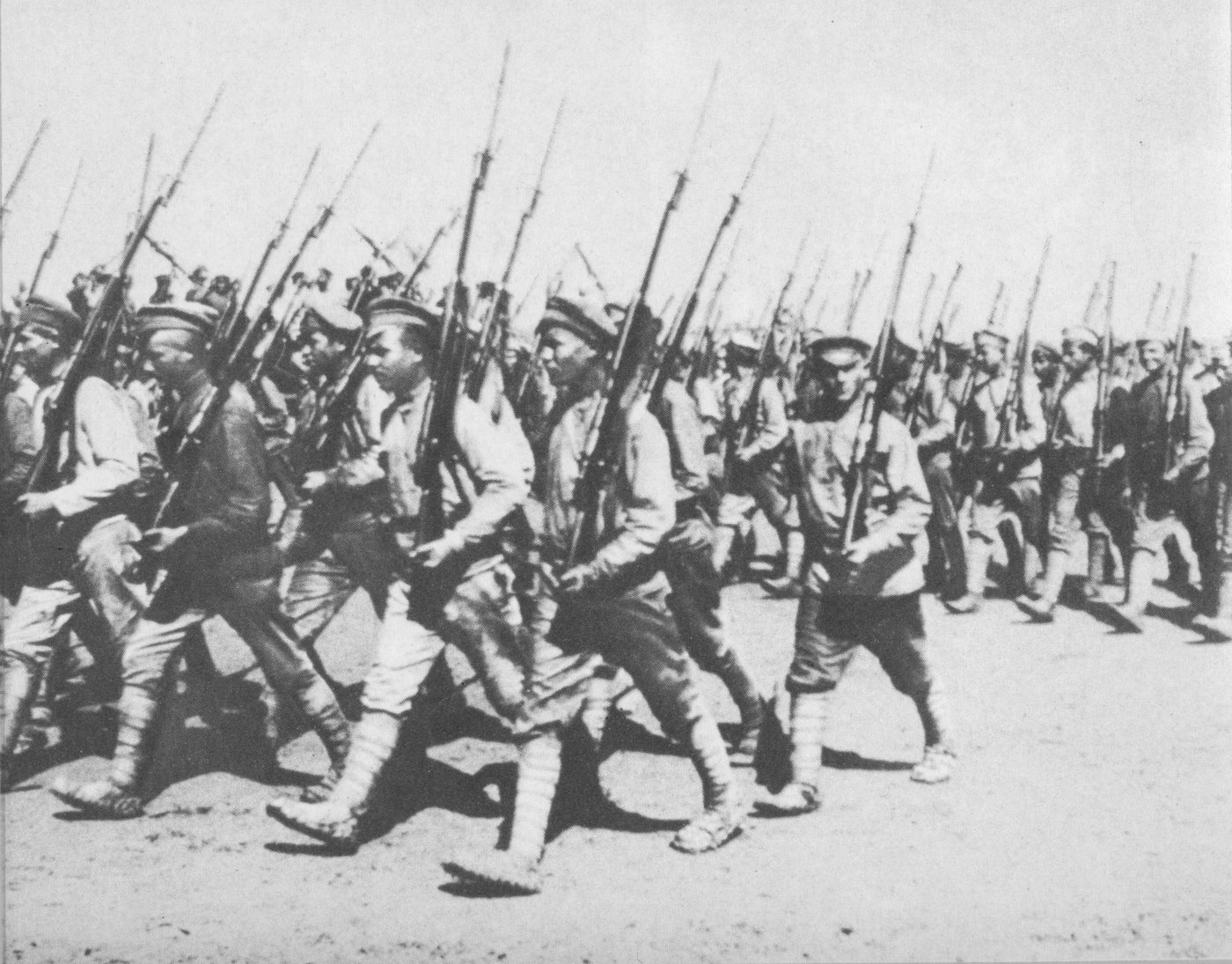
Podobnie jak Wojsko Polskie, Armia Czerwona także wykorzystywała sprzęt i umundurowanie z najróżniejszych źródeł. Podstawowymi były zapasy z czasów carskiej Rosji oraz zdobycz na interwentach. Na zdjęciu defilada w Charkowie latem 1920

Wieczorem generałowie Lucjan Żeligowski, Józef Haller, Jan Rządkowski i Franciszek Latinik spotkali się w Jabłonnie, a niedługo później ponownie w Strudze, celem przygotowania planu ostatecznego odbicia Radzymina z rąk bolszewików. Uznano, że skoro 27 Dywizja Strzelców uwiązana jest wokół Radzymina i nie wznowiła marszu w kierunku Jabłonny, ochrona tamtego kierunku przez polską 10 Dywizję nie jest konieczna, wobec czego można jej użyć do uzyskania przełamania w walce o miasto. Ześrodkowano ją zatem w Nieporęcie, gdzie gen. Rządkowski odkrył także jednostki artyleryjskie, które uznano za zniszczone poprzedniego dnia podczas odwrotu z Radzymina. Dowodzony przez porucznika Stefana Pogonowskiego batalion piechoty z 28. pułku Strzelców Kaniowskich dostał zadanie okopania się w lesie w pobliżu Wólki Radzymińskiej i przygotowania zasadzki. Reszta polskich sił, zebrana w improwizowany korpus pod dowództwem gen. Żeligowskiego, miała o 5:00 przypuścić generalny szturm Radzymina. Nominalnie jednostki mające wziąć udział w ataku liczyły 17 tysięcy bagnetów, 109 luf artylerii i 220 karabinów maszynowych.
Wieczorem 5. Armia, działająca na północ od Bugu i Narwi z podstawą w Twierdzy Modlin, rozpoczęła ograniczoną kontrofensywę mającą na celu zmniejszenie nacisku na polską obronę wokół Radzymina. Znacznie słabsze liczebnie od walczących przeciwko niej wojsk rosyjskich polskie oddziały wkrótce wyhamowały tempo natarcia, a ostatecznie utknęły na linii Wkry, gdzie rozpętały się ciężkie walki. Mimo początkowego niepowodzenia kontrofensywy, jej rozpoczęcie uniemożliwiło 5., 15. i 16. Armii wysłanie posiłków dwóm dywizjom walczącym wokół Radzymina. Polski kontratak nie związał jedynie 4. Armii, najdalszej od pola bitwy, która kontynuowała swój marsz wzdłuż granicy Prus Wschodnich w kierunku Torunia, nie napotykając oporu. Jej postępy nie stanowiły jednak bezpośredniego zagrożenia dla obrońców Warszawy, a ostatecznie i one zostały powstrzymane na przedmieściach Włocławka, a sama armia została zmuszona do pospiesznego odejścia na wschód.

### 15 sierpnia
W nocy na 15 sierpnia wojska bolszewickie wznowiły ataki na polskie linie z zamiarem przebicia się przez drugą linię obrony w rejonie Nieporętu i Jabłonny. W drodze na linię frontu duża kolumna oddziałów rosyjskich wyminęła niewielki las nieopodal Wólki Radzymińskiej, w którym wcześniej zasadzkę przygotował I batalion 28. pułku piechoty. Zaatakował on przeciwnika od tyłu, podczas gdy reszta sił 28. pułku przypuściła atak od czoła, z rejonu Nieporętu, jednak był on źle skoordynowany i zabrakło mu impetu. Oba polskie ataki zostały krwawo odparte, wśród ofiar znalazł się dowódca I batalionu porucznik Pogonowski, który za męstwo otrzymał pośmiertnie Virtuti Militari. Zasadzka nie powiodła się i straty polskie były duże, ale zmusiła też Rosjan do powrotu na pozycje wyjściowe.

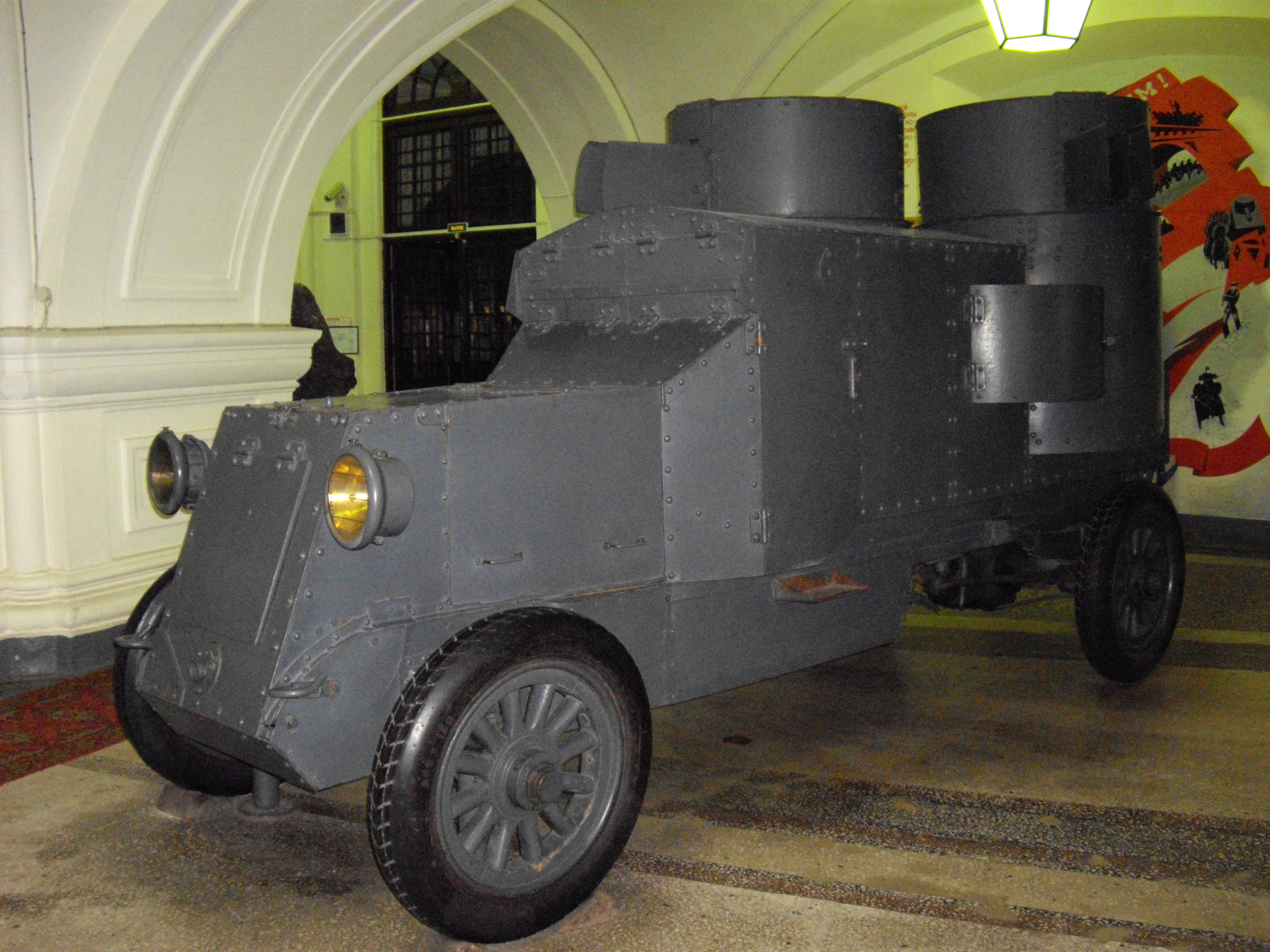
W czasie wojny 1920 roku Armia Czerwona wykorzystywała samochody pancerne Austin-Putiłow odziedziczone po armii carskiej. Na zdjęciu wóz „Wróg Kapitału” zachowany w muzeum w Moskwie

Gdy linia frontu ponownie się ustabilizowała, polski sztab rzucił wszystkie swoje odwody do kontruderzenia. Pozycje wokół Beniaminowa wzmocnił dodatkowo 29. pułk piechoty. Uderzenie rozpoczęła o 05:30 trwająca 20 minut nawała artyleryjska. Wkrótce po niej całość sił 10. Dywizji Piechoty rozpoczęła natarcie wzdłuż południowego brzegu Bugonarwi, z zamiarem oskrzydlenia rosyjskich pozycji od północy. Jednocześnie 1. Dywizja Litewsko-Białoruska zaatakowała frontalnie Radzymin. Strona rosyjska miała przewagę artyleryjską, do boju rzuciła też kilka samochodów opancerzonych Austin-Putiłow, z kolei polskie natarcie wspierało pięć czołgów Renault FT i liczne samoloty. Mimo konieczności ciągłego usuwania usterek technicznych, czołgom udało się dokonać przełamania linii rosyjskich wokół miasta, a w ślad za nimi podążył 85. pułk Strzelców Wileńskich, który dotarł do miasta. Po krótkiej walce Radzymin ponownie udało się opanować. Gdy tylko doniesiono o zdobyciu Radzymina gen. Żeligowskiemu, ten postanowił uporządkować podległe mu jednostki. Rozkaz ten uniemożliwił wsparcie zmęczonych walką żołnierzy 85. pułku świeżymi siłami. Gdy nadszedł kontratak prowadzony przez bolszewickie 61. i 62. Brygadę Strzelców, 85. pułk wypchnięto z miasta, a w ślad za nim podążyła reszta 1. Dywizji. Sytuacja na froncie wróciła do poprzedniego stanu.
Tymczasem na północnym skrzydle strona polska odniosła dużo trwalsze zwycięstwo. Nie czekając na rozkazy od gen. Żeligowskiego, dowódca 10. Dywizji Piechoty ppłk. Wiktor Thommée rozkazał swojej jednostce energiczne natarcie wzdłuż południowych brzegów Bugonarwi. Dwa pułki Strzelców Kaniowskich, 28. i 29., zdobyły wieś Mokre, położoną na niewielkim wzniesieniu górującym nad Radzyminem i drogą łączącą Warszawę z Białymstokiem, z doskonałym wglądem na tyły rosyjskich linii. Rosjanie próbowali wypchnąć Polaków ze wsi na pozycje wyjściowe, ale ich ataki zostały powstrzymane. Nie powiódł się także bolszewicki atak na wieś Wiktorów. Wkrótce polskie pozycje w Mokrym zostały umocnione i zasilone trzymanym dotąd w odwodzie I batalionem 28. pułku.

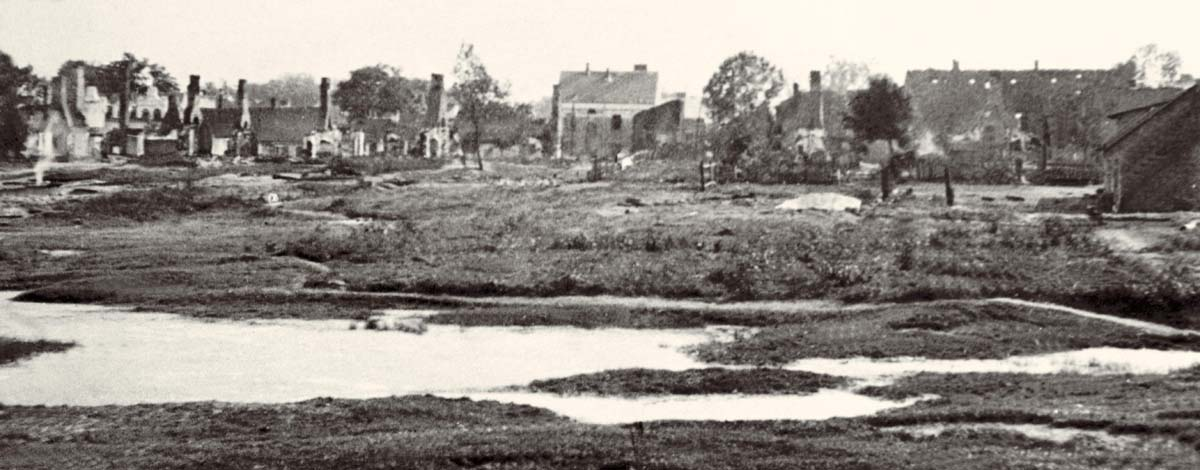
W toku walk Radzymin został poważnie zniszczony i wyludnił się niemal całkowicie

Sukcesy na północy pozwoliły gen. Żeligowskiemu na zastosowanie nowego manewru: Dywizja Litewsko-Białoruska została rzucona do ataku w kierunku wsi Ciemne, na południe od miasta, przez którą dotarła do pozycji oddalonych od zabudowań Radzymina o zaledwie kilkaset metrów. Bojąc się okrążenia, bolszewicy wycofali się z miasta. Pojedyncza kompania z 30. pułku Strzelców Kaniowskich zajęła Radzymin bez walki. Miasto, a raczej jego ruiny, w toku walk kompletnie się wyludniło: tak cywile, jak i rosyjscy żołnierze opuścili je. Jeden z polskich oficerów zanotował później, że „w zrujnowanym Radzyminie nie ostał się ani bezpański pies”.

### Epilog: 16 sierpnia i dni kolejne
Chociaż Radzymin został ostatecznie odbity z rąk bolszewickich, zagrożenie dla północnej flanki wojsk broniących Warszawy nie minęło. Nad ranem 16 sierpnia wojska rosyjskie przypuściły kolejny atak na miasto, wsparty kilkoma samochodami opancerzonymi i prowadzony osobiście przez dowódcę 27 Dywizji Strzelców, Witowta Putnę. Szybko okazało się jednak, że morale podległych mu wojsk nie pozwala na dalsze wykorzystanie jednostki do działań ofensywnych: atak łatwo odparto, a gdy na placu boju pojawiły się trzy wciąż jeszcze sprawne polskie czołgi Renault FT, rosyjskie wozy pancerne zawróciły, a w ślad za nimi uciekła piechota.

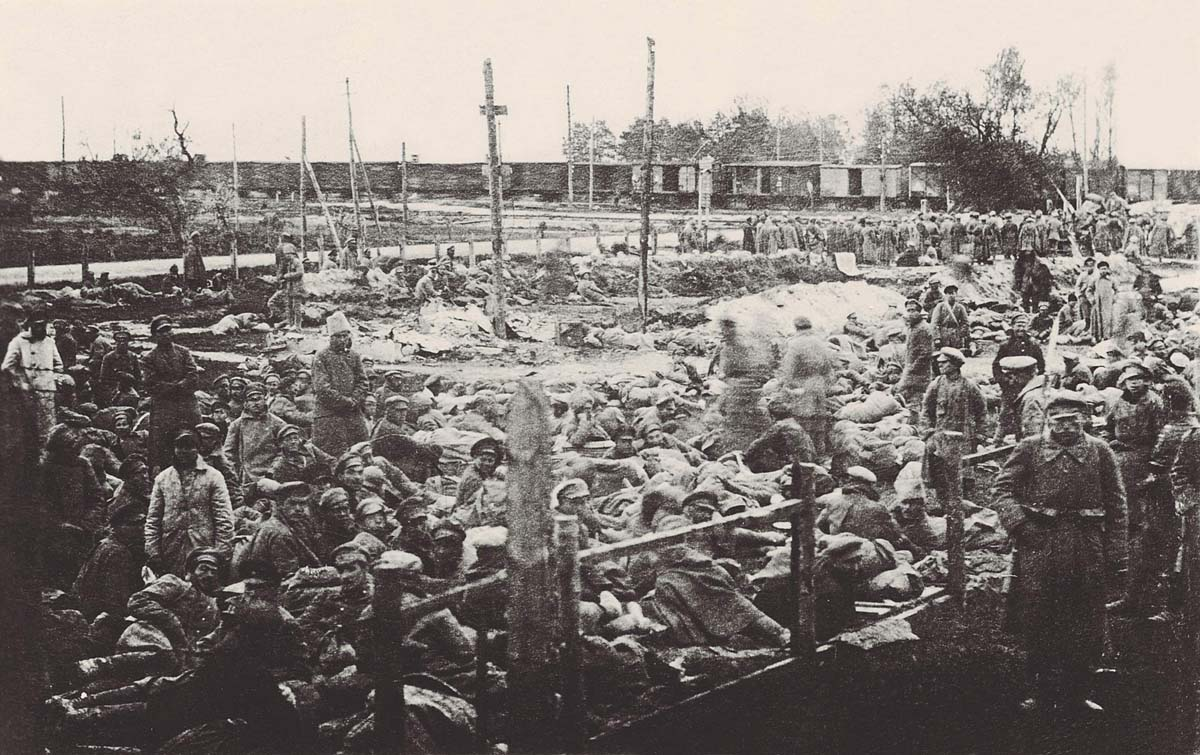
Jeńcy sowieccy wzięci po bitwie pod Radzyminem

Na północnym odcinku Rosjanie odnieśli nieco większy sukces: udało im się odbić z rąk polskich wieś Mokre i wyprzeć broniący jej 28. pułk piechoty. Ten przypuścił kontratak, jednak bolszewicy odparli go ze stratami. W tej sytuacji dowódca pułku wezwał wsparcie artyleryjskie. Półgodzinną nawałę ogniową prowadziło ok. 80 armat i haubic ustawionych w niewielkiej odległości od frontu. Była to największa koncentracja ognia artyleryjskiego podczas całej wojny polsko-bolszewickiej aż do tego momentu. Po takim przygotowaniu artyleryjskim obrońcy wsi stracili jakąkolwiek wolę walki. W południe podpułkownik Wiktor Thommée osobiście poprowadził swoje wojska w ataku na bagnety, jednak Rosjanie uciekli z Mokrego przed nadciągnięciem polskich sił.

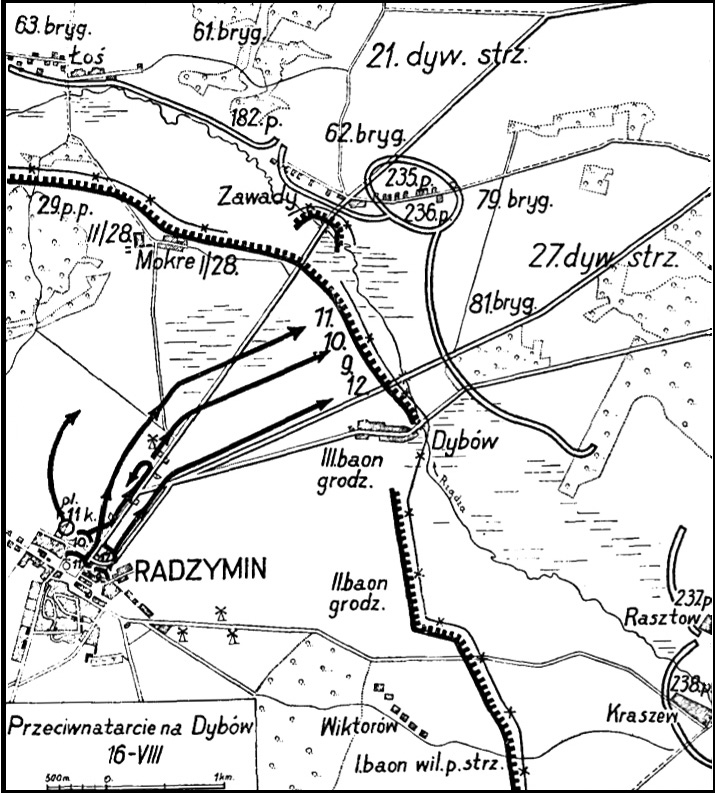
Przeciwnatarcie na Dybów.

Z powodu klęski pod Radzyminem wysiłki całej sowieckiej 13 Armii uległy zatrzymaniu. Po odparciu ostatnich kontrataków wojska polskie powoli, acz systematycznie, spychały Rosjan za pierwszą linię obrony Radzymina, utraconą kilka dni wcześniej. Do końca dnia 16 sierpnia 28. i 30. pułk piechoty ponownie obsadziły większość linii obronnej wzdłuż Rządzy w rejonie wsi Dybów. Rosyjskie dowództwo nie do końca zdawało sobie sprawę ze skali porażki, tym bardziej że równolegle z przełomem wokół Radzymina, z Przedmościa Warszawskiego i znad Wieprza ruszyła generalna polska kontrofensywa.
Podjęta kontrofensywa znad Wieprza i jednoczesny kontratak polski na południe od Radzymina i Ossowa, który 16 sierpnia wykonała wydzielona z sił przedmościa warszawskiego, Grupa Uderzeniowa płk Stanisława Wrzalińskiego, składająca się z oddziałów XXIX Brygady Piechoty, wspartych kawalerią, lotnictwem i czołgami, zmieniły sytuację na froncie polsko-bolszewickim w pobliżu Warszawy. Grupa Wrzalińskiego w dniu 17 sierpnia 1920 osiągnęła sukces i zajęła Mińsk Mazowiecki. W wyniku koncentrycznego ataku na Mińsk Mazowiecki rozbito oddziały sowieckich trzech dywizji należących do 16 Armii. Opanowanie Mińska Mazowieckiego zagroziło wejściem na tyły oddziałów atakujących Warszawę na północ od tej miejscowości, zmuszając je do dalszego wycofania się na wschód.
Początkowo Rosjanie planowali uczynić przedmieścia Radzymina pozycją kluczową („pivot”) odwrotu na linię Brześć-Radzymin. Następnego dnia dowódca bolszewicki zarządził jednak generalny odwrót na Wyszków, a potem na Grodno. Tymczasem, dowodzona osobiście przez Piłsudskiego, grupa uderzeniowa złożona z 3. i 4. Armii kontynuowała natarcie i wyprzedziła zaskoczonych Rosjan cofających się spod Warszawy. Związała ona walką wszystkie siły aż po lewe skrzydło 16 Armii Nikołaja Sołłohuba. 16. Armię naciskały jednocześnie od przodu dwie polskie dywizje piechoty, 10. i 15. Z tego względu plany rosyjskiego dowództwa straciły aktualność, a odwrót rosyjski wkrótce zamienił się w ucieczkę, która skończyła się zwycięską dla Polaków bitwą nad Niemnem we wrześniu. Jednocześnie w dniu polskiego zwycięstwa pod Radzyminem na murach Moskwy rozwieszono propagandowy plakat głoszący: „Warszawa pada, a z nią wczorajsza Polska przeszła do historii, dziś to już tylko legenda, a prawdą – czerwona rzeczywistość. Niech żyją sowiety! Niech żyje niezwyciężona Armia Czerwona[...]”.

## Wynik i ocena
Bitwa okazała się być zwycięstwem strony polskiej zarówno na poziomie taktycznym (walka o sam Radzymin), jak i na poziomie strategicznym (rola obrony Radzymina w bitwie o Warszawę). Po kilku dniach ciężkich walk o miasto Radzymin i jego okolicę rosyjski atak został odparty, co było jednym z warunków powodzenia polskiej kontrofensywy. W jej wyniku wojska bolszewickiej Rosji zostały zmuszone do ucieczki z Polski, a ostatecznie pokonane.
Mimo ostatecznego sukcesu, dowodzenie polskich oficerów i zachowanie polskich wojsk w walkach o Radzymin historycy wojskowości krytykowali już w latach 20. XX wieku. Jak przyznał gen. Lucjan Żeligowski, polskie dowództwo nie doceniło znaczenia północnego podejścia do Warszawy, a decyzję o obsadzeniu kluczowej pozycji wokół Radzymina niesprawdzoną w bojach i relatywnie słabą 10. Dywizją Piechoty uznał za przejaw „zwyczajnej niekompetencji”. W swoich wspomnieniach Żeligowski krytykował także oficerów dywizji, których określił mianem opieszalców, których „sprawność bojowa i punktualność w wykonywaniu rozkazów okazywały się wprost ironią”. Z kolei Bohdan Skaradziński uważa, że 13 sierpnia, gdy pierwsze rosyjskie wojska pojawiły się przed Radzyminem, polska 1. Armia miała dość sił, by wzmocnić słabe pozycje pod Radzyminem. Zamiast tego poświęcono kilka dni ciężkich walk na to, by odzyskać miasto, którego utraty można było w ogóle uniknąć.
Mimo braku błyskotliwości w dowodzeniu wokół Radzymina, jego odzyskanie było jednym z fundamentów polskiego zwycięstwa w bitwie warszawskiej. Choć to grupa uderzeniowa Piłsudskiego pokonała Armię Czerwoną, sukces ten nie miałby miejsca gdyby nie postawa 5. Armii Sikorskiego i obrońców Radzymina, którzy zatrzymali bolszewików u wrót Warszawy. Jak ujął to gen. Żeligowski, Warszawę uratowały polskie zwycięstwa pod Mokrą, Wólką Radzymińską i Radzyminem.

## Pamięć o bitwie w kulturze i mediach
- Jako że bitwa pod Radzyminem była jednym z najważniejszych epizodów wojny 1920 roku, wzmianki o niej pojawiają się w niezliczonych powieściach, pamiętnikach i monografiach historycznych. Została również przedstawiona w filmie 1920 Bitwa Warszawska z 2011, choć sceny radzymińskie kręcono głównie w Piotrkowie Trybunalskim[65]. Od 1998 roku 15 sierpnia w Ossowie i Radzyminie organizowane są rekonstrukcje historyczne zmagań polsko-bolszewickich[66], organizowane przez grupy rekonstrukcji historycznej oraz lokalną administrację powiatową[67].

- Na lewym ramieniu krzyża kawalerskiego sztandaru 3 pułku artylerii ciężkiej znajduje się wyhaftowana nazwa i data bitwy „Radzymin 14Vlll 1920”[68].